# Oskar Wandel
Oskar Wandel (* 21. August 1873 in Groß-Oldern bei Breslau, heute Iwiny; † 26. Februar 1934 in Berlin) war ein deutscher Mediziner (Internist). Er war erster Ärztlicher Direktor des Städtischen Krankenhauses St. Georg in Leipzig.

## Leben
Wandel studierte von 1891 bis 1898 Medizin in München und Breslau. Mit der Dissertation Über Nierentuberkulose bei Alfred Kast wurde er am 30. April 1898 in Breslau promoviert. Anschließend arbeitete er bis 1901 als Pathologe und Bakteriologe an der Universität Basel und von 1902 bis 1909 als Assistent an der Universität Kiel, wo er sich am 28. Mai 1903 mit der Arbeit Über Pneumokokkenlokalisationen habilitierte. 1904 wurde er zum Oberarzt, und seit 1907 hatte er eine Professur inne.
1910 ging er als leitender Arzt ins Städtische Krankenhaus Plauen. Im März 1913 wurde Wandel erster Ärztlicher Direktor und leitender Arzt der Medizinischen Abteilung des neu erbauten Städtischen Krankenhauses St. Georg in Leipzig, an dessen Planung er bereits beteiligt war. Während des Ersten Weltkriegs wurde im Krankenhaus St. Georg ein Militärhospital eingerichtet. Dort war Wandel in die ärztliche Versorgung eingebunden.
Oskar Wandel führte 1923 zusammen mit seinem Assistenten Fritz Schmoeger erstmals im deutschsprachigen Raum die Behandlung eines Diabetes-mellitus-Patienten mit einem insulinartigen Präparat durch, das er aus Pankreasgewebe eines Rindes selbst gewonnen und hergestellt hatte.
Am 31. Oktober 1929 trat Wandel krankheitshalber in den vorzeitigen Ruhestand.  Mit 61 Jahren starb er in Berlin-Schöneberg.